# Antíoc de Sebaste
Antíoc de Sebaste (en llatí Antiochus, en grec antic Ἀντίοχος) va ser un metge de Sebaste, a Armènia, que vivia durant la persecució de Dioclecià (303-311)
Era cristià i va morir en aquesta persecució després de ser torturat. La llegenda diu que primer el van llençar a les feres, i que aquestes no se'l van voler menjar. Després va ser decapitat i de les seves ferides sortia llet en lloc de sang. El botxí es va fer cristià immediatament i va patir el martiri tot seguit. La seva memòria és celebrada per l'església romana i grega el 15 de juliol.